# Microsorum sulawesiense
Microsorum sulawesiense là một loài dương xỉ trong họ Polypodiaceae. Loài này được H.Ohba mô tả khoa học đầu tiên năm 1974.
Danh pháp khoa học của loài này chưa được làm sáng tỏ. 